# گائیازولن
گائیازولن (به انگلیسی: Guaiazulene) با فرمول شیمیایی C۱۵H18 یک ترکیب شیمیایی با شناسه پاب‌کم ۳۵۱۵ است؛ که جرم مولی آن ۱۹۸٫۳۱ g/mol می‌باشد.